# Озернинське сільське поселення (Вікуловський район)
Озе́рнинське сільське поселення (рос. Озёрнинское сельское поселение) — муніципальне утворення у складі Вікуловського району Тюменської області, Росія.
Адміністративний центр — село Озерне.

## Населення
Населення — 662 особи (2020; 700 у 2018, 856 у 2010, 1194 у 2002).

## Склад
До складу поселення входять такі населені пункти:
| Населений пункт | Населення, осіб (2002) | Населення, осіб (2010) |
| --------------- | ---------------------- | ---------------------- |
| Ачимово, село   | 221                    | 134                    |
| Катай, присілок | 68                     | 14                     |
| Озерне, село    | 905                    | 708                    |